# Consulta Nazionale
La Consulta Nazionale (Assemblée nationale) italienne est une assemblée provisoire instituée après la Seconde Guerre mondiale afin de remplacer le Parlement, jusqu'à l'organisation politique des élections démocratiques. La première réunion a lieu le 25 septembre 1945, sur convocation du gouvernement de Ferruccio Parri, au Parlement, jusqu'aux élections nationales du 2 juin 1946.

## Histoire
Le décret législatif du vice-roi, n° 146 du 5 avril 1945, déclare que le but de la Consulta Nazionale est de donner des conseils pour traiter les questions gouvernementales comme le budget, la fiscalité ou les élections législatives.
Le décret n° 168 du 30 avril 1945 émet les règles pour la composition et les proportions de l'assemblée. Le nombre des consultations est de 304, pour arriver à 430 aujourd'hui, qui représentent les six partis du CLN (l'Uomo Qualunque fut exclu). Cent cinquante six appartiennent aux partis du CNL, vingt à d'autres partis, quarante-six à des organisations syndicales, douze vétérans, dix à des organisations culturelles, les professions libérales et les cadres d'entreprises, 60 ex-parlementaires anti-fascistes. Carlo Sforza a été élu président de l’Assemblée nationale.
La Consulta, divisée en 10 commissions, ratifie le décret législatif qui prévoit un référendum pour que la population puisse choisir entre la monarchie et la république. Une autre loi, ratifiée à la même époque, permet pour la première fois en Italie le mode de scrutin universel des membres de l’Assemblée Constituante, avec la représentation à la proportionnelle de listes concurrentes, avec des collèges électoraux plurinominaux et un collège unique national pour l'utilisation des votes résiduels.
Entre le 25 septembre 1945 et le 9 mars 1946, la Consulta Nazionale se réunit 40 fois, mais certaines commissions travaillent jusqu'au 10 mai. De fait, elle est dissoute le 2 juin 1946 avec l’élection de l’Assemblée constituante.

## Composition
Le décret législatif 168 du 30 avril 1945, qui a ensuite été complété par le décret législatif [n° 422 du 12 juillet 1945] et le décret législatif 527 du 31 août 1945, a fixé les règles relatives à la composition et aux proportions des organes représentatifs. Le nombre total de conseillers a finalement été fixé à 430. Parmi les membres, 215 appartenaient aux partis du CLN, 20 à d'autres partis (dont le PRI), 47 à des organisations syndicales, 28 à des anciens combattants (dont 16 à l'ANPI), 12 à des organisations culturelles, des professions libérales et des cadres d'entreprise, et 80 à d'anciens parlementaires antifascistes, choisis parmi d'anciens députés de la XXVIIe législature ou sénateurs nommés avant le 28 octobre 1922 ou qui avaient été dans l'opposition au gouvernement fasciste. Les sièges restants étaient attribués à des fonctionnaires ou à des hommes politiques qui occupaient ou avaient occupé des fonctions administratives particulières.
La première séance, tenue le 25 septembre 1945, a permis d'élire le Bureau.
Président
- Carlo Sforza (25 septembre 1945 - 1er juin 1946)[3].

Commissions
- Affaires étrangères
- Agriculture et alimentation
- Affaires politiques et administratives
- Justice
- Défense nationale
- Finance et trésorerie
- Industrie et commerce
- Education et beaux-arts
- Travail et sécurité sociale
- Reconstruction - travaux publics et communications

Députés

## Source
- (it) Cet article est partiellement ou en totalité issu de l’article de Wikipédia en italien intitulé « Consulta Nazionale » (voir la liste des auteurs).